# Jaroslava Sedláčková
Jaroslava Sedláčková (* 21. června 1946, Lenešice) je bývalá česká sportovní gymnastka, reprezentantka Československa a držitelka stříbrné medaile v soutěži družstev žen z LOH 1964.
V roce 1966 byla členkou družstva, které v Dortmundu vyhrálo ve víceboji titul mistryň světa. Na stejném světovém šampionátu byla 5. ve víceboji jednotlivkyň a 8. ve finále na kladině. Jako první žena na světě při přeskoku předvedla obtížný prvek Jamašitu, a to v listopadu 1963. Při zranění Věry Čáslavské se v roce 1965 stala mistryní ČSSR. Kariéru ukončila v prosinci 1967 kvůli zdravotním problémům na mistrovství ČSSR.
V současné době žije v Neratovicích na Mělnicku s manželem Jiřím, s nímž má syna Jiřího (44 let). Nyní užívá příjmení Jaroslava Šímová.